# Frankrigs præsidenter
Dette er en liste over Frankrigs præsidenter.

## Præsidenter under denAnden Republik1848-1852
| Nr | Billede | Navn                     | Fra               | Til              | Parti       |
| -- | ------- | ------------------------ | ----------------- | ---------------- | ----------- |
| 1  |         | Louis-Napoléon Bonaparte | 20. december 1848 | 2. december 1852 | Bonapartist |

## Præsidenter under denTredje Republik1871-1940
| Nr | Billede | Navn                | Fra                | Til                | Parti                                                                          |
| -- | ------- | ------------------- | ------------------ | ------------------ | ------------------------------------------------------------------------------ |
| 2  |         | Adolphe Thiers      | 31. august 1871    | 24. maj 1873       | Monarkist (oprindeligt) Opportunistiske Republikanere (senere)                 |
| 3  |         | Patrice Mac-Mahon   | 24. maj 1873       | 30. januar 1879    | Monarkist                                                                      |
| 4  |         | Jules Grévy         | 30. januar 1879    | 2. december 1887   | Opportunistiske Republikanere                                                  |
| 5  |         | Sadi Carnot         | 3. december 1887   | 25. juni 1894†     | Opportunistiske Republikanere                                                  |
| 6  |         | Jean Casimir-Perier | 27. juni 1894      | 16. januar 1895    | Opportunistiske Republikanere                                                  |
| 7  |         | Félix Faure         | 17. januar 1895    | 16. februar 1899†  | Opportunistiske Republikanere (oprindeligt) Progressive Republikanere (senere) |
| 8  |         | Émile Loubet        | 18. februar 1899   | 18. februar 1906   | Alliance Républicaine Démocratique                                             |
| 9  |         | Armand Fallières    | 18. februar 1906   | 18. februar 1913   | Alliance Républicaine Démocratique / Parti Républicain Démocratique            |
| 10 |         | Raymond Poincaré    | 18. februar 1913   | 18. februar 1920   | Parti Républicain Démocratique / Alliance Républicaine Démocratique            |
| 11 |         | Paul Deschanel      | 18. februar 1920   | 21. september 1920 | Alliance Républicaine Démocratique / Parti Républicain Démocratique et Social  |
| 12 |         | Alexandre Millerand | 23. september 1920 | 11. juni 1924      | Løsgænger                                                                      |
| 13 |         | Gaston Doumergue    | 13. juni 1924      | 13. juni 1931      | Parti Radical                                                                  |
| 14 |         | Paul Doumer         | 13. juni 1931      | 7. maj 1932†       | Løsgænger                                                                      |
| 15 |         | Albert Lebrun       | 10. maj 1932       | 11. juli 1940      | Alliance Démocratique                                                          |

## Vichy-regeringen1940-1944
| Nr | Billede | Navn            | Fra           | Til             |
| -- | ------- | --------------- | ------------- | --------------- |
| -  |         | Philippe Pétain | 11. juli 1940 | 19. august 1944 |

## Præsidenter under denFjerde Republik1947-1959
| Nr | Billede | Navn           | Fra             | Til             | Parti                                          |
| -- | ------- | -------------- | --------------- | --------------- | ---------------------------------------------- |
| 16 |         | Vincent Auriol | 16. januar 1947 | 16. januar 1954 | Section française de l’Internationale ouvrière |
| 17 |         | René Coty      | 16. januar 1954 | 8. januar 1959  | Centre National des Indépendants et Paysans    |

## Præsidenter underDen Femte Republiksiden 1959
| Nr | Billede | Navn                     | Fra            | Til            | Parti                                                                                             |
| -- | ------- | ------------------------ | -------------- | -------------- | ------------------------------------------------------------------------------------------------- |
| 18 |         | Charles de Gaulle        | 8. januar 1959 | 28. april 1969 | Union pour la nouvelle République (til 1967) Union des démocrates pour la République (efter 1967) |
| 19 |         | Georges Pompidou         | 20. juni 1969  | 2. april 1974† | Union des démocrates pour la République                                                           |
| 20 |         | Valéry Giscard d'Estaing | 27. maj 1974   | 21. maj 1981   | Républicains Indépendants / Parti Républicain                                                     |
| 21 |         | François Mitterrand      | 21. maj 1981   | 17. maj 1995   | Parti Socialiste                                                                                  |
| 22 |         | Jacques Chirac           | 17. maj 1995   | 16. maj 2007   | Rassemblement pour la République (til 2002) Union pour un Mouvement Populaire (efter 2002)        |
| 23 |         | Nicolas Sarkozy          | 16. maj 2007   | 15. maj 2012   | Union pour un Mouvement Populaire                                                                 |
| 24 |         | François Hollande        | 15. maj 2012   | 14. maj 2017   | Parti Socialiste                                                                                  |
| 25 |         | Emmanuel Macron          | 14. maj 2017   | Nuværende      | La République en marche !                                                                         |

† = Døde i embedet/myrdet